# Blue Juice
Blue juice (Una vida sin miedo en España) es una película británica de 1995 del género Drama y Comedia, dirigida por Carl Prechezer, con un guion original de Prechezer con colaboración de Peter Salmi y Tim Veglio. La película es protagonizada por Sean Pertwee, Catherine Zeta-Jones y Ewan McGregor. La producción estuvo a cargo de Simon Relph y Peter Salmi. Blue Juice fue filmada en Cornualles.

## Reparto
- Catherine Zeta-Jones como Chloe
- Sean Pertwee como J.C.
- Ewan McGregor como Dean Raymond
- Steven MacKintosh como Josh Tambini
- Peter Gunn como Terry Colcott

## Sinopsis
La historia sigue a J.C, un joven que parece tenerlo todo, sin embargo al cumplir los 30 se le presenta un dilema; un compromiso con la chica de sus sueños o seguir la vida con sus amigos.

## Producción
La película fue filmada en distintos sitios de Cornualles, Inglaterra. La principal locación del Aqua Shack es en Mousehole, mientras que otros lugares mostrados en el mismo Cornualles incluyen, Chapel Porth, St Agnes; Godrevy, St Ives y Newquay. Las escenas de las olas fueron filmadas en La Santa, Lanzarote (Las Palmas), España.